# Polyura formosanus
Polyura formosanus är en fjärilsart som beskrevs av Rothschild och Jordan 1899. Polyura formosanus ingår i släktet Polyura och familjen praktfjärilar. Inga underarter finns listade i Catalogue of Life.